# Stamford AFC
Stamford AFC är en engelsk fotbollsklubb i Stamford, grundad 1896. Hemmamatcherna spelas på Vic Couzens Stadium. Smeknamnet är The Daniels.
Klubben spelar i Northern Premier League Division One East.